# 다리 바이족 자치주
다리 바이족 자치주(대리바이족자치주, 중국어: 大理白族自治州, 병음: Dàlǐ Báizú Zìzhìzhōu, 바이어: Darl•lit Baif•cuf zirl•zirl•zox)는 중화인민공화국 윈난성에 위치한 자치주이다. 인구 과반수는 한족이며 나머지는 소수민족이다. 바이족은 전체 인구의 3분의 1을 차지하며, 자치주 수도는 다리 시에 있다.

## 역사
대리가 사서에 등장한 것은 전한의 원봉연간(기원 전 110년 - 기원 전 105년)이며, 대리 지구에 엽유, 운남, 사용, 비소 4현이 설치되어 익주군의 관할 하에 편입되었다. 그 후 남조나 대리국이 건립되면서 수도가 대리에 설치되었다. 원나라 때 윈난의 중심은 쿤밍으로 옮겨갔다. 이 지역에는 대리로 등이 놓였다. 명·청 시대는 다리부라고 개칭되었다. 1956년 11월 22일, 다리 바이족자치주가 설치되었다.

## 지리
다리 자치주는 윈난성 중서부에 위치한다. 동쪽은 초웅 이족자치주, 남쪽은 푸얼 시, 린창 시, 서쪽은 바오산 시, 누장 리수족 자치주에 접하고 있다. 북쪽은 리장 시이다. 바이족 자치주 수도는 다리 시외관에 소재한다. 성도 쿤밍 시까지 338 km 떨어져있다.
진사 강, 메콩강(란창강), 루강, 홍강(홍하)이 자치주 내를 흐른다. 다리 시 동부에 성내 제2의 내륙 담수호 얼하이호(洱海)가 있어, 맑고 아름다운 경치로 유명하다. 고원의 진주로 국가급 중점 풍경명승구로 지정되어 있다.

## 행정구역
다리 바이족자치주는 1개의 현급시 8개의 현 3개의 자치현으로 구성된다
| 다리 바이족 자치주 현급구역 | 이름                | 간자 |
| --------------------------- | ------------------- | ---- |
|                             |                     |      |
| 현급시                      |                     |      |
| 다리 시                     | 大理市              |      |
| 현                          |                     |      |
| 얼위안 현                   | 洱源县              |      |
| 허칭 현                     | 鹤庆县              |      |
| 젠촨 현                     | 剑川县              |      |
| 윈룽 현                     | 云龙县              |      |
| 융핑 현                     | 永平县              |      |
| 빈촨 현                     | 宾川县              |      |
| 샹윈 현                     | 祥云县              |      |
| 미두 현                     | 弥渡县              |      |
| 자치현                      |                     |      |
| 양비이족 자치현             | 漾濞彝族 自治县     |      |
| 웨이산이족 후이족 자치현    | 巍山彝族族回 自治县 |      |
| 난젠이족 자치현             | 南涧彝族 自治县     |      |

## 주민
2000년 인구 조사에서의 다리의 민족 구성이다.
| 민족   | 인구      | 비율   |
| ------ | --------- | ------ |
| 한족   | 1,659,730 | 50.35% |
| 바이족 | 1,081,167 | 32.8%  |
| 이족   | 426,634   | 12.94% |
| 후이족 | 66,085    | 2.0%   |
| 리수족 | 31,972    | 0.97%  |
| 먀오족 | 10,967    | 0.33%  |
| 나시족 | 4,302     | 0.13%  |
| 아창족 | 3,330     | 0.1%   |
| 기타   | 12,365    | 0.38%  |

## 교통
- 다리 공항
- 광대선(廣大線) 철도

## 같이 보기
- 윈난성
- 중국의 민족
- 바이족